# 逢沢英雄
逢沢 英雄（逢澤、あいさわ ひでお、1926年（大正15年）1月28日 - 2016年（平成28年）3月22日）は、日本の政治家。衆議院議員（3期、自由民主党）。

## 来歴・人物
衆議院議員逢沢寛の次男として岡山県御津郡御津町（現・岡山市北区御津）に生まれる。1950年（昭和25年）に早稲田大学商学部を卒業。
岡山青年会議所理事長、岡山商工会議所副会頭を経て、1968年（昭和43年）の第8回参議院議員通常選挙、1974年（昭和49年）の第10回通常選挙で岡山県地方区から自民党公認で立候補するもいずれも次点で落選。
1976年（昭和51年）の第34回衆議院議員総選挙に父・寛の後継者として旧岡山1区から立候補して初当選。以後当選通算3回。
1981年（昭和56年）鈴木改造内閣では労働政務次官を務めた。
1983年（昭和58年）の第37回総選挙で次点で落選したことから政界を引退。1986年（昭和61年）の第38回総選挙では長男の逢沢一郎が地盤を引き継いで初当選を飾った。
2016年3月22日、間質性肺炎のため死去。90歳没。死没日をもって旭日中綬章追贈、正五位に叙される。